# Acido cloroacetico
L'acido cloroacetico è il composto organico clorurato di formula ClCH2CO2H, derivato dall'acido acetico sostituendo un idrogeno del gruppo metilico con un atomo di cloro. In condizioni normali è un solido cristallino incolore, facilmente solubile in acqua. È un acido carbossilico importante nell'industria chimica.

## Sintesi
L'acido cloroacetico fu sintetizzato per la prima volta da Reinhold Hoffmann nel 1857. Industrialmente se ne producono circa 420 000 tonnellate all'anno, usando due processi. Il primo e più usato è la clorazione dall'acido acetico, usando anidride acetica come catalizzatore:
{\displaystyle {\ce {CH3CO2H + Cl2 -> ClCH2CO2H + HCl}}}
Inevitabilmente si formano come sottoprodotti anche gli acidi di- e tricloroacetici. La purificazione non è semplice; si usa in genere la cristallizzazione.
Il secondo metodo è l'idrolisi del tricloroetilene usando acido solforico come catalizzatore:
{\displaystyle {\ce {CCl2CHCl + 2H2O -> ClCH2CO2H + 2HCl}}}
L'acido cloroacetico prodotto per questa via è molto puro, ma questo metodo è sempre meno usato a causa dell'alto costo del tricloroetilene.

## Proprietà
L'acido cloroacetico forma cristalli incolori igroscopici di odore pungente, facilmente solubili in acqua e altri solventi organici tra i quali etanolo ed etere dietilico. In soluzione acquosa è un acido molto più forte dell'acido acetico. Ciò è dovuto all'azione dell'atomo di cloro molto elettronegativo che contribuisce a delocalizzare la carica negativa dell'anione, che risulta così stabilizzato.

## Uso
L'acido cloroacetico è un importante prodotto industriale. Serve come materia prima per produrre principalmente carbossimetilcellulosa, amido modificato e acido tioglicolico, nonché pesticidi, coloranti e prodotti farmaceutici. Come usi minori, lo si usa in molte altre sintesi organiche per ottenere caffeina, barbiturati, acidi arilacetici, cumarina e vitamina B6.

## Indicazioni di sicurezza
L'acido cloroacetico è disponibile in commercio. Il composto è tossico per inalazione, per contatto con la pelle e per ingestione. Provoca gravi ustioni alla pelle e agli occhi. Non ci sono dati che indichino con certezza proprietà cancerogene. Viene considerato molto tossico per gli organismi acquatici.